# بخش نیوهیون (شهرستان هورون، اوهایو)
بخش نیوهیون (به انگلیسی: New Haven Township) یک منطقهٔ مسکونی در ایالات متحده آمریکا است که در شهرستان هیورن، اوهایو واقع شده‌است.
 بخش نیوهیون ۶۰٫۹ کیلومتر مربع مساحت و ۲٬۶۲۱ نفر جمعیت دارد و ۲۸۹ متر بالاتر از سطح دریا واقع شده‌است.